# Frances Itani
Frances Itani   (Belleville, 25 d'agost de 1942) va ser una escriptora, poeta i assagista canadenca.
És coneguda especialment per la seva novel·la Deafening (2003), guardonada amb el premi Commonwealth i que va obtenir un notable èxit internacional. També ha escrit Linger By the Sea (1979), A Season of Mouring (1988), Leaning, Leaning Over Water (1998) i Poached Egg on Toast (2004).
Nascuda a Ontario, va créixer al Quebec i va estudiar infermeria, professió que a exercir i ensenyar durant vuit anys. Va decidir dedicar-se a l'escriptura després d'assistir a una classe de l'escriptor W. O. Mitchell. És membre de l'Orde del Canadà.